# Võnnu (Haapsalu)
Võnnu (Duits: Wenden) is een plaats in de Estlandse gemeente Haapsalu, provincie Läänemaa. De plaats heeft de status van dorp (Estisch: küla).
Tot in oktober 2017 behoorde Võnnu tot de gemeente Ridala. In die maand werd Ridala samengevoegd met de stad Haapsalu tot de gemeente Haapsalu.
Op het grondgebied van het dorp staat een zomereik met een omtrek van 4,7 en een hoogte van 18 meter, de Lusti tamm.

## Bevolking
Het dorp had 23 inwoners op 31 december 2011 en 20 inwoners op 31 december 2021.

## Geschiedenis
Võnnu werd voor het eerst genoemd als landgoed Wenden in 1341 in een document over een conflict met het landgoed Taibel (Taebla) over een stuk grond. In 1505 werd nogmaals het landgoed Wenden genoemd. In 1867 werd het landgoed Jesse (Jõesse) bij Wenden gevoegd. Jesse was vanaf dat moment een ‘semi-landgoed’ (Duits: Beigut, Estisch: poolmõis) onder Wenden. Tot in de 16e eeuw was het landgoed in handen van de familie Tidtfer. Daarna kwam het achtereenvolgens in handen van de familie Wrangel en de familie von Fersen. In 1814 werd de familie von Ungern-Sternberg de eigenaar. Klaus graaf von Ungern-Sternberg was de laatste eigenaar voordat het landgoed door het onafhankelijk geworden Estland werd onteigend.
Het landhuis van het landgoed was een gebouw in de stijl van de late Barok, gebouwd op het eind van de 18e eeuw en uitgebreid in het begin van de 19e eeuw. Een deel had één woonlaag, een ander deel had er twee. Het gebouw is vervallen tot ruïne, net als de bijgebouwen die bewaard zijn gebleven. Het park (9,7 ha) wordt nog onderhouden.
Het dorp Võnnu op het voormalige landgoed hoorde tussen 1977 en 1997 bij het buurdorp Üsse.